# Barbastella leucomelas
Barbastella leucomelas é uma espécie de morcego da família Vespertilionidae. Pode ser encontrada na Ásia, com populações isoladas no Egito, Eritreia e Israel.